# Víctor Gómez (Fußballspieler)
Víctor Gómez Perea (* 1. April 2000 in Olesa de Montserrat) ist ein spanischer Fußballspieler, der bei Sporting Braga unter Vertrag steht. Der rechte Außenverteidiger ist ehemaliger Juniorennationalspieler.

## Karriere

### Verein
Víctor Gómez begann mit dem Fußballspielen bei EF EFO 87 in seiner Heimatstadt Olesa de Montserrat, Barcelona. Bald schloss er sich der Jugendakademie Espanyol Barcelonas an und wechselte im Jahr 2010 in jene des Stadtrivalen FC Barcelona. Nach fünf Jahren in La Masia kehrte er in den Nachwuchs Espanyols zurück.
Im März 2017 wurde er mit nur 16 Jahren in die Reservemannschaft der Periquitos befördert und gab am 25. März (31. Spieltag) bei der 0:2-Heimniederlage gegen die Reserve des FC Villarreal sein Debüt in der dritthöchsten spanischen Spielklasse, als er in der 73. Spielminute für Carles Soria eingewechselt wurde. In der verbleibenden Saison bestritt er drei weitere Ligaspiele. Espanyol musste den Gang in die viertklassige Tercera División antreten und in der nächsten Spielzeit 2017/18 etablierte er sich als Stammspieler. Am 13. Mai 2018 erzielte er beim 1:0-Heimsieg gegen CF Pobla de Mafumet sein erstes Tor für die Reserve. Er trug in dieser Saison wesentlich zum Wiederaufstieg der Mannschaft bei und wurde am 3. August 2018 mit einem neuen Siebenjahresvertrag belohnt.
Auch in der dritten Liga behielt er seinen Stammplatz bei und kam in 34 Ligaspielen zum Einsatz, in denen er einen Torerfolg verzeichnen konnte. Auch die folgende Spielzeit 2019/20 begann er in der B-Mannschaft, bis er Anfang Oktober 2019 in die erste Mannschaft von Cheftrainer David Gallego hochgezogen. Nachdem dieser nach einem schwachen Saisonstart durch Pablo Machín ersetzt wurde, gab Gómez unter diesem am 20. Oktober (9. Spieltag) bei der 0:1-Heimniederlage gegen den FC Villarreal sein LaLiga-Debüt. Machín vertraute auf ihn und setzte ihn in der folgenden Zeit als Stammspieler ein. Nachdem auch Machín im Dezember entlassen wurde, pendelte Gómez in den nächsten Monaten zwischen Startformation und Reservebank. Insgesamt bestritt er für Espanyol in dieser Spielzeit 18 Ligaspiele und musste mit der Mannschaft den Abstieg in die zweithöchste spanische Spielklasse hinnehmen.
Am 8. September 2020 wechselte Gómez auf Leihbasis für die gesamte Saison 2020/21 zum Ligakonkurrenten CD Mirandés. Am 13. September 2020 (1. Spieltag) debütierte er beim 0:0-Unentschieden gegen die AD Alcorcón, als er in der 86. Spielminute für Erik Jirka eingewechselt wurde.
Die darauffolgende Saison begann für den Spanier mit einem Ligaspiel für Espanyol Barcelona, bevor er den verbleibenden Teil der Spielzeit auf Leihbasis beim FC Málaga verbrachte. Im Sommer 2022 wechselte er zunächst auf Leihbasis mit Kaufoption für ein Jahr zu Sporting Braga, die ihn anschließend fest verpflichteten.

### Nationalmannschaft
Gómez bestritt seit Januar 2017 Länderspiele für die spanische U17-Nationalmannschaft und stand im Kader für die U17-Europameisterschaft 2017 in Kroatien. Dort kam er in allen drei Gruppenspielen zum Einsatz, jedoch in keinem in der Finalrunde und dadurch auch nicht beim Finalsieg gegen England. Im Herbst nahm er mit der U17 auch an der U17-Weltmeisterschaft 2017 in Indien teil, bei der er in einem Spiel eingewechselt wurde. Spanien verlor im Endspiel gegen England. Im Juni 2018 bestritt Gómez zwei freundschaftliche Länderspiele für die U18.
Im Oktober 2018 debütierte er in der U19. Er stand im Kader der spanischen Auswahl für die U19-Europameisterschaft 2019 in Armenien. Dort kam er in vier Spielen zum Einsatz, darunter beim 2:0-Finalsieg gegen Portugal.
Für die U21 kam er erstmals im Oktober 2021 zum Einsatz. Im Sommer 2023 nahm er mit ihr an der U21-Europameisterschaft teil und wurde nach einer Niederlage im Finale gegen England Vize-Europameister, wobei er selbst fünf der sechs Turnierspiele bestritt.

## Erfolge
Espanyol Barcelona B
- Aufstieg in die Segunda División B: 2017/18

Spanien U17
- U17-Europameister: 2017
- U17-Vizeweltmeister: 2017

Spanien U19
- U19-Europameister: 2019